# Badminton-Mannschaftsozeanienmeisterschaft 2016
Die Badminton-Mannschaftsozeanienmeisterschaft 2016 fand vom 16. bis zum 21. Februar 2016 in Auckland statt. Es wurde jeweils ein Wettbewerb für gemischte, Herren- und Damenteams ausgetragen.

## Gemischte Teams

### Gruppenphase
| Platz | Team          | Pld | W | L | PW | PL | Q |
| ----- | ------------- | --- | - | - | -- | -- | - |
| 1     | Neukaledonien | 3   | 3 | 0 | 12 | 3  | Q |
| 2     | Tahiti        | 3   | 2 | 1 | 11 | 4  | Q |
| 3     | Tonga         | 3   | 1 | 2 | 6  | 9  |   |
| 4     | Guam          | 3   | 0 | 3 | 1  | 14 |   |

| 16. Februar 2016 10:00 | NCL | 5 – 0 | GUM |  |

| 16. Februar 2016 10:00 | Tonga | 1 – 4 | Tahiti |  |

| 16. Februar 2016 16:00 | Neukaledonien | 3 – 2 | Tahiti |  |

| 16. Februar 2016 16:00 | Tonga | 4 – 1 | Guam |  |

| 17. Februar 2016 10:00 | Neukaledonien | 4 – 1 | Tonga |  |

| 17. Februar 2016 10:00 | Tahiti | 5 – 0 | Guam |  |

### Endrunde
| Platz | Team          | Pld | W | L | PW | PL |
| ----- | ------------- | --- | - | - | -- | -- |
| 1     | Australien    | 3   | 3 | 0 | 13 | 2  |
| 2     | Neuseeland    | 3   | 2 | 1 | 12 | 3  |
| 3     | Tahiti        | 3   | 1 | 2 | 5  | 10 |
| 4     | Neukaledonien | 3   | 0 | 3 | 0  | 15 |

| 17. Februar 2016 16:00 | Australien | 5 – 0 | Tahiti |  |

| 17. Februar 2016 16:00 | Neuseeland | 5 – 0 | Neukaledonien |  |

| 18. Februar 2016 10:00 | Australien | 5 – 0 | Neukaledonien |  |

| 18. Februar 2016 10:00 | Neuseeland | 5 – 0 | Tahiti |  |

| 18. Februar 2016 16:00 | Australien | 3 – 2 | Neuseeland |  |

| 18. Februar 2016 16:00 | Neukaledonien | 0 – 5 | Tahiti |  |

### Endstand
| Platz | Team       | Starter |
| ----- | ---------- | --- |
|       | Australien | Matthew Chau, Michael Fariman, Anthony Joe, Robin Middleton, Sawan Serasinghe Wendy Chen, Leanne Choo, Joy Lai, Gronya Somerville                                                            |
|       | Neuseeland | Kevin Dennerly-Minturn, Oliver Leydon-Davis, Asher Richardson, Dylan Soedjasa, Niccolo Tagle Michelle Chan, Vicki Copeland, Susannah Leydon-Davis, Anna Rankin, Danielle Tahuri, Deborah Yin |
|       | Tahiti     | Michael Ajonc, Quentin Bernaix, Leo Cucuel, Hugo Sautereau, Kyliam Scilloux, Aurelie Bouttin, Coralie Bouttin, Chloé Segrestan, Pauline Segrestan                                            |

## Herrenteams

### Medaillengewinner
| Platz | Team       | Starter |
| ----- | ---------- | --- |
|       | Neuseeland | Kevin Dennerly-Minturn, James Eunson, Michael Fowke, Oliver Leydon-Davis, Asher Richardson, Dylan Soedjasa, Niccolo Tagle |
|       | Australien | Wesley Caulkett, Matthew Chau, Michael Fariman, Anthony Joe, Pit Seng Low, Robin Middleton, Sawan Serasinghe              |
|       | Tahiti     | Michael Ajonc, Quentin Bernaix, Leo Cucuel, Hugo Sautereau, Kyliam Scilloux                                               |

### Resultate
| Platz | Team          | Pld | W | L | PW | PL | Q |
| ----- | ------------- | --- | - | - | -- | -- | - |
| 1     | Neuseeland    | 3   | 3 | 0 | 14 | 1  | Q |
| 2     | Australien    | 3   | 2 | 1 | 11 | 4  |   |
| 3     | Tahiti        | 3   | 1 | 2 | 4  | 11 |   |
| 4     | Neukaledonien | 3   | 0 | 3 | 1  | 14 |   |

| 19. Februar 2016 09:00 | Neuseeland | 5 – 0 | Neukaledonien |  |

| 19. Februar 2016 09:00 | Australien | 5 – 0 | Tahiti |  |

| 19. Februar 2016 16:00 | Australien | 5 – 0 | Neukaledonien |  |

| 19. Februar 2016 16:00 | Neuseeland | 5 – 0 | Tahiti |  |

| 20. Februar 2016 13:00 | Neukaledonien | 1 – 4 | Tahiti |  |

| 20. Februar 2016 16:30 | Australien | 1 – 4 | Neuseeland |  |

## Damenteams

### Medaillengewinner
| Platz | Team          | Starter |
| ----- | ------------- | --- |
|       | Australien    | Wendy Chen, Leanne Choo, Joy Lai, Gronya Somerville, Jennifer Tam                                                                                       |
|       | Neuseeland    | Michelle Chan, Vicki Copeland, Sally Fu, Susannah Leydon-Davis, Maria Masinipeni, Anona Pak, Anna Rankin, Danielle Tahuri, Deborah Yin, Christine Zhang |
|       | Neukaledonien | Soizick Ho-Yagues, Johanna Kou, Dgenyva Matauli, Cecilia Moussy                                                                                         |

### Endstand
| Platz | Team          | Pld | W | L | PW | PL | Q |
| ----- | ------------- | --- | - | - | -- | -- | - |
| 1     | Australien    | 4   | 4 | 0 | 19 | 1  | Q |
| 2     | Neuseeland    | 4   | 3 | 1 | 16 | 4  |   |
| 3     | Neukaledonien | 4   | 2 | 2 | 9  | 11 |   |
| 4     | Tahiti        | 4   | 1 | 3 | 6  | 14 |   |
| 5     | Guam          | 4   | 0 | 3 | 0  | 20 |   |

### Ergebnisse
| 19. Februar 2016 12:30 | Neukaledonien | 5 – 0 | Guam |  |

| 19. Februar 2016 12:30 | Australien | 5 – 0 | Tahiti |  |

| 20. Februar 2016 13:00 | Neukaledonien | 4 – 1 | Tahiti |  |

| 19. Februar 2016 16:00 | Neuseeland | 5 – 0 | Guam |  |

| 19. Februar 2016 16:00 | Australien | 5 – 0 | Neukaledonien |  |

| 20. Februar 2016 09:00 | Tahiti | 5 – 0 | Guam |  |